# Ely Cheikh Voulani
Ely Cheikh Voulani (Nouakchott, 31 dicembre 1988) è un calciatore mauritano, attaccante del Association Sportive et Culturelle Tevragh-Zeïna.